# 초교전
《초교전》(중국어 간체자: 楚乔传, 정체자: 楚喬傳, 병음: Chǔ Qiáo Chuán 추차오좐[*], 영어: Princess Agents 프린세스 애전스[*])은 2017년 방송되었던 중국의 드라마이다.

## 소개
- 사람 사냥을 즐기던 사냥터에서 가까스로 살아난 노비 '초교'가 훈련을 통해 백성들을 구할 여장군으로 거듭나는 모습을 그린 드라마

## 등장인물
- 자오리잉 - 초교 역
- 린겅신 - 우문월 역
- 더우샤오 - 연순 역
- 리친 - 원순 역
- 덩룬 - 소책 역
- 쑨이 - 도협희 역
- 왕언림 (王彦霖) - 우문회 역
- 뉴쥔펑 - 원숭 역
- 황멍잉 - 방금 역
- 형소림 (邢昭林) - 월칠 역
- 이약가 (李若嘉) - 중우 역
- 주성의 (朱圣祎) - 소팔 역